# Herval d'Oeste
Herval d'Oeste is een gemeente in de Braziliaanse deelstaat Santa Catarina. De gemeente telt 19.323 inwoners (schatting 2009).